# 살쾡이자리 알파
살쾡이자리 알파(α Lyn)는 북반구 하늘 살쾡이자리에서 가장 밝은 별로  겉보기 등급은 +3.13이다. 특이한 점은 살쾡이자리에서 바이어 명명법에 따른 그리스 문자가 붙은 항성은 이 별이 유일하다는 것이다. 시차 측정자료에 따르면 이 별은 지구로부터 약 203 광년(62 파섹) 떨어져 있다.
이 별은 중심핵에 있는 수소를 다 태우고 주계열 단계에서 떠난 거성이다. 반지름은 태양의 55배에 광도는 약 673배 정도이다.  항성 최외곽 대기에서 표면온도 예측치는 3,882 켈빈으로 태양 온도 5,778 켈빈보다 낮다. 이 정도 온도에서 살쾡이자리 알파는 K형 항성의 특징인 오렌지색 빛을 뿜는다.
살쾡이자리 알파는 밝기가 미묘하게 변화하는 적색 변광성으로 실시등급은 3.12~3.17 범위에서 변화한다.  보통 이 밝기변화 패턴은 불활성 탄소핵을 중심으로 헬륨을 태우는 껍질층이 둘러싸고 있는 항성에서 발생한다. 따라서 알파는 미라형 변광성으로 진화를 시작했다고 분석하기도 한다.